# Берберский крестовый поход
Берберский крестовый поход, также известный как Варварийский и Махдийский крестовый поход — франко-генуэзская военная экспедиция 1390—1391 годов, направленная против берберских пиратов. Основным литературным источником по этому событию являются Хроники Фруассара.

## Предыстория
В конце 1389 года послы Генуэзской республики предложили французскому королю Карлу VI участие в крестовом походе, он охотно поддержал их план по борьбе с мусульманскими берберскими пиратами из Северной Африки. Последние активно грабили корабли в Средиземном море, и граничившие с ним европейские поселения, активно промышляя работорговлей и имея ключевой базой город Махдия. Сама республика мечтала иметь торговую базу в Северной Африке, а во время перерыва в Столетней войне рыцари искали способа приобрести славу и честь.
Республика была готова предоставить корабли, провизию, 11 тыс. стрелков и 8 тыс. пехотинцев, если Франция выставит тяжеловооружённых рыцарей. Всё это предложение было представлено дожем Антониотто Адорно как крестовый поход, что давало его участникам престиж, мораторий на уплату имевшихся долгов, судебный иммунитет и папскую индульгенцию. Французский контингент из 1,5 тыс. рыцарей, к которым также присоединились некоторые англичане, возглавил дядя короля Людовик II де Бурбон. Папа римский Бонифаций IX и антипапа Климент VII благословили мероприятие.
Генуэзский флот из 60 кораблей c 5 тыс. войском и 1 тыс. моряков отплыл из Генуи в июне 1390 года, прибыв к Махдие в конце июля..

## Осада Махдии
40 тыс. армия хафсидского султана Ахмада II, поддержанного Абдальвадидами, избегала генерального сражения, допуская мелкие стычки с крестоносцами. Последние были вынуждены укрепить свой лагерь, окружив его стеной. Берберы отправили послов, поинтересовавшихся у европейцев причиной прибытия, так как их конфликт с соседской Генуей является обычным делом. В ответ их назвали неверными и обвинили в распятии и убийстве Иисуса Христа, на что послы со смехом заявили о непричастности к этому своего народа, напомнив об ответственности евреев. Тем самым переговоры закончились ничем.
В последовавшем затем военном столкновении с берберским войском крестоносцы были вынуждены отступить из-за изнеможения и усталости. Продолжение осады наталкивалось на низкий моральный дух крестоносцев, также начинали сказываться проблемы со снабжением. Берберы понимали, что не смогут одолеть тяжеловооружённое европейское войско. Когда защитникам удалось отразить финальный штурм, в середине сентября 1391 года обе стороны согласились начать переговоры. По итогу переговоров было решено:
- заключить перемирие на десять лет,
- Махдия пятнадцать лет должна была уплачивать налоги Генуе, а не хафсидским халифам,
- Людовик II получал денежную компенсацию понесённых расходов.

К концу октября крестоносцы возвратились в Геную. Общие потери европейцев составили 274 рыцаря и солдата.

## Последствия
Обе стороны праздновали победу. Берберы смогли отбить нападение, а генуэзцы могли вести торговлю с меньшими потерями. Но французские рыцари не вынесли никаких ценных уроков из неудачного похода. Незнание местности, нехватка оборудования для осады, недооценка противника и внутренние раздоры вновь сказались через шесть лет в катастрофической для христиан битве при Никополе.